# Sergio Citti
Sergio Citti (Fiumicino, Roma, 30 de mayo de 1933 - Ostia, 11 de octubre de 2005) fue un director, guionista de cine y actor italiano.

## Biografía
En 1949 el recién licenciado Pier Paolo Pasolini llega a Roma para trabajar como maestro de escuela, y los hermanos Citti figuran entre sus alumnos mayores. Mientras le enseñan el submundo romano, el interés de Pasolini por lo dialectal hace que les tome por diccionarios, haga anotaciones sobre su manera de hablar y llegue a dominar el argot romano. 
Al tiempo que nace una fuerte amistad entre los tres, no tardan en invertirse sus posiciones. Pasolini deja de ser el profesor de los hermanos Citti para convertirse en el aventajado y personal alumno de Sergio Citti. Empieza asesorando a Pasolini en el dialecto romano para sus novelas Ragazzi di vita y Una vitta violenta (Una vida violenta) y no será hasta 1959 cuando pase a trabajar en el cine como guionista de Mauro Bolognini en La notte brava. En 1960 trabajaría como dialoguista para Franco Rossi en Morte di un amico. (Muerte de un amigo)
Cuando Pasolini realiza sus primeras películas tratan sobre el mismo submundo romano reflejado en sus novelas y en los guiones más personales, y los hermanos Citti están presentes en ellas. Los guiones de Accattone (1961) y Mamma Roma (1962) están firmados por Sergio Citti y Pasolini, y además Franco Citti es el protagonista absoluto de la primera y también tiene un papel destacado en la segunda.
Desde entonces, la pluma de Sergio Citti se pondría al servicio de los nombres estelares del cine italiano, desde el Bertolucci de La commare secca (1962) hasta el Ettore Scola de Brutos, feos y malos (1976).
Posteriormente Sergio Citti se convierte en ayudante de dirección de Pasolini en Pajaritos y pajarracos (Uccellacci e uccellini, 1966), el episodio La Tierra vista desde la Luna (La Terra vista dalla Luna) de Las brujas (Le stregue, 1967) y Teorema (1968). Mientras Franco Citti pasa a ser uno de los actores habituales de Pasolini y tiene papeles destacados en Edipo, el hijo de la fortuna (Edipo re, 1967) y en la denominada Trilogía de la vida, integrada por El Decamerón (Il Decameron, 1971), Los cuentos de Canterbury (I racconti di Canterbury, 1972) y Las mil y una noches (Il fiore delle mille e una notte, 1974).
Cada vez más interesado por el cine, Sergio Citti abandona su profesión de pintor de brocha gorda y comienza a darle vueltas a la posibilidad de dirigir. Después de hacer Pocilga (Porcile, 1969), Pasolini escribe con Sergio Citti el guion de Ostia, sobre una idea de este último. Por estar demasiado relacionado con sus dos primeras películas y comenzar a rodar en Turquía poco después Medea (1970), su personal y ambiciosa adaptación de la obra de Eurípides, Pasolini pierde interés por el proyecto de manera que Sergio Citti lo retoma, lo rueda y Ostia (1970) se convierte en su primer largometraje.
Pasolini emprende la realización de la Trilogía de la vida, en cuyas dos primeras partes también trabaja Sergio Citti como ayudante de dirección. Antes de renegar de ella al comprender que el poder ha instrumentalizado tanto el sexo como sus películas y que lo popular está al borde de la desaparición, pesimismo que conduce a Pasolini a la fábula Salò o los 120 días de Sodoma (Salò o le centoventi giornate di Sodoma, 1975), un brutal retrato de los abusos fascistas y una de las obras más revulsivas y salvajes de la historia del cine.
El enorme éxito comercial de El Decamerón no sólo significa el verdadero nacimiento de la Trilogía de la vida, sino también que Pasolini anime a Sergio Citti a hacer en esta misma línea su segunda película como director. 
Así nace Cuentos de Pasolini (Storie Scellerate, 1973), escrita entre ambos y realizada por el mismo equipo artístico y técnico de la Trilogía de la vida a partir de unos materiales y una estructura narrativa muy similares.Ambientada a mediados del siglo XIX, narra unas historias dominadas por la astucia, el miedo y la muerte, llenas de realismo y cinismo, divididas en dos grupos. Los jóvenes Bernardino (Ninetto Davoli) y Mammone (Franco Citti) entran en una cueva para hacer de vientre, se les une un viajero con el mismo propósito y mientras hacen sus necesidades cuentan la venganza del duque Ronciglione contra su ninfómana esposa; la muerte solitaria y miserable de un Papa glotón; y la seducción por un párroco de la mujer de uno de sus feligreses a quien el marido burlado obliga a castigar.Cuentos de Pasolini tiene un duro y desconcertante final en la misma línea de sus historias, mucho más crueles que las relatadas por Pasolini en la Trilogía de la vida. Bernardino y Mammone se niegan a confesarse antes de ser ahorcados, pero una vez que han muerto Dios les pregunta si prefieren ir al Cielo o quedarse en la Tierra. Al que quiere ir al Cielo le manda al Infierno y al que prefiere quedarse en la Tierra le manda al Cielo. 
Tras la terrible muerte de Pier Paolo Pasolini, asesinado en la playa de Ostia, sus amigos y compañeros de trabajo quedan entristecidos y desconcertados, muy en especial los hermanos Citti. Sólo un par de años después se reúnen en torno a Sergio Citti para hacer La caseta de la risa (Casotto, 1977), basada en una situación única desarrollada en una caseta de una playa, donde intervienen gran cantidad de actores, la mayoría de forma desinteresada, para rendir un peculiar homenaje a Pasolini. El film refleja a la pequeña burguesía que se encuentra al frecuentar la playa libre de Ostia en un domingo en el cual, cada uno, perdiendo la propia máscara, hará cuentas consigo mismo. 
Antes de comenzar a trabajar en exclusiva para televisión, Sergio Citti también rueda Due pezzi di pane (1979), fábula educativa protagonizada por Vittorio Gassman y Philippe Noiret, Il minestrone (1981), con Franco Citti y Ninetto Davoli. Tras Due pezzi di pane e Il Minestrone, entró en un período de siete años de retiro como director, que rompió en 1988 con Mortacci, una historia compuesta por varios episodios independientes y ambientada en un cementerio, a la que siguió, de nuevo siete años después, I magi randagi.
En 1996, en la recta final de su carrera, dirigiría junto con su hermano Franco Cartoni animati y en 2001, aún activo, dirigiría a Giancarlo Giannini y Harvey Keitel en Vipera, un nuevo relato ambientado en el mundo del subproletariado donde tomaba partido abiertamente por los personajes desclasados y marginales, fiel a su máxima combativa y a su confesada idea de que los relatos cinematográficos no deben ser instrumentos creados con la sola finalidad de proporcionar evasión, sino instrumentos de lucha, de toma de partido en busca de la agitación de las conciencias.
En el año 2004 rueda su última película, Fratella e sorello una fábula picaresca. 
Después de mucho tiempo enfermo de corazón, Sergio Citti muere en Ostia el 11 de octubre del 2005.

## Filmografía

### Como guionista
- La notte brava 1959 dirigida por Mauro Bolognini
- Accattone (1961) dirigida por Pier Paolo Pasolini
- Mamma Roma (1962) dirigida por Pier Paolo Pasolini

### Como director
- Ostia (1970)
- Storie scellerate (Cuentos de Pasolini, 1973)
- Casotto (La caseta de la risa, 1977)
- Due pezzi di pane (1979)
- Il minestrone (1981)
- Sogni e bisogni (1985)
- Mortacci (1989)
- I magi randagi (1996)
- Vipera (2001)
- Fratella e sorello (2004)

### Ayudante de dirección
- Pajaritos y pajarracos (Uccellacci e uccellini, 1966) dirigida por Pier Paolo Pasolini
- Teorema (1968) dirigida por Pier Paolo Pasolini
- Salò o los 120 días de Sodoma (1975) dirigida por Pier Paolo Pasolini